# Kirari Suleman Nagar
Kirari Suleman Nagar est une ville d'Inde du Nord-Ouest de Delhi ayant en 2001 une population de 153 874 habitants.